# Cerisy-la-Forêt
Cerisy-la-Forêt település Franciaországban, Manche megyében. Lakosainak száma 1014 fő (2022. január 1.). Cerisy-la-Forêt Le Molay-Littry, Montfiquet, Sainte-Marguerite-d’Elle, Tournières, Bérigny, Couvains, Saint-Georges-d’Elle és Saint-Jean-de-Savigny községekkel határos.

## Népesség
A település népességének változása:
| Lakosok száma | 1051 | 941  | 784  | 900  | 951  | 979  | 1034 | 1036 | 1035 | 1014 |
|               | 1968 | 1982 | 1990 | 2006 | 2013 | 2015 | 2017 | 2019 | 2020 | 2022 |